# Чьи в лесу шишки?
«Чьи в лесу шишки?» — советский короткометражный кукольный мультфильм Михаила Каменецкого и Ивана Уфимцева, посвящённый теме нетерпимости к собственнической психологии.

## Сюжет
Жадный волк объявил, что всё-всё-всё в лесу принадлежит ему. Помочь ему поддержать порядок взялся лисёнок-ябеда. Но в конце концов дружные белочка, зайчонок, ежонок и лягушонок наказали злого и глупого волка за жадность, закидав шишками, репейником, палками, а также орешками из трубочки.

## Съёмочная группа
- Сценарий: Александр Кумма, Сакко Рунге
- Режиссёры: Михаил Каменецкий, Иван Уфимцев
- Художник-постановщик: Владимир Дегтярёв
- Художник: Валентина Василенко
- Оператор: Михаил Каменецкий
- Редактор: Пётр Фролов
- Композитор: Владимир Юровский
- Звукооператор: Борис Фильчиков
- Мультипликаторы: Владимир Пузанов, Павел Петров
- Монтажёр: Вера Гокке
- Персонажи и декорации выполнили:
  - Борис Караваев,
  - Олег Масаинов,
  - Владимир Шафранюк,
  - Валерий Петров,
  - Галина Геттингер,
  - В. Калашникова,
  - Марина Чеснокова,
  - Фёдор Олейников
- под руководством Романа Гурова
- Директор картины: Натан Битман

## Роли озвучивали
- Мария Виноградова — лягушонок,
- Анатолий Папанов — волк,
- Роза Макагонова — ёж,
- Клара Румянова — лисёнок,
- Валентина Туманова — белочка,
- Юлия Юльская — зайчонок

Персонажи мультфильма (за исключением Волка и Лисёнка) были повторно использованы И. Уфимцевым и М. Каменецким в их анимационно-игровом фильме «Жадный Кузя» (1969).

## Награды
- 1966 — Приз «Серебряный пеликан» за лучший детский фильм на I МФ анимационных фильмов в Мамайе (Румыния).